# Sanggye-dong
Sanggye-dong (koreanska: 상계동) är en stadsdel i stadsdistriktet Nowon-gu i Sydkoreas huvudstad Seoul.

## Indelning
Administrativt är Sanggye-dong indelat i:
| Namn      | Namn                        | Yta km² | Invånare 31 dec 2020 |
| --------- | --------------------------- | ------- | -------------------- |
| 상계1동   | Sanggye 1(il)-dong          | 5,62    | 39 204               |
| 상계2동   | Sanggye 2(i)-dong           | 0,61    | 20 692               |
| 상계3.4동 | Sanggye 3(sam).4(sa)-dong   | 5,05    | 27 184               |
| 상계5동   | Sanggye 5(i)-dong           | 1,01    | 24 797               |
| 상계6.7동 | Sanggye 6(yuk).7(chil)-dong | 1,11    | 33 642               |
| 상계8동   | Sanggye 8(pal)-dong         | 0,67    | 22 963               |
| 상계9동   | Sanggye 9(gu)-dong          | 0,81    | 21 221               |
| 상계10동  | Sanggye 10(sip)-dong        | 0,80    | 17 361               |